# 下花园北站
下花园北站是京包客运专线京张段和崇礼铁路的一座车站，位于河北省张家口市下花园区东北部，于2019年12月30日启用。

## 车站结构
下花园北站总建筑面积4998平方米，站房位于线路南侧，以“鸡鸣晓月”和古道驿马飞驰的意象为设计灵感，整体形如弯月，并且以现代风车叶片为造型。站房中部为候车厅，左侧为售票厅，右侧为出站厅。本站站场设2台5线。
| 2  | 站厅                        | 自动售票机、人工售票窗口、候车区、卫生间、检票口、进站口 |                                     |
| 1  | 侧式站台，左侧開门          | 侧式站台，左侧開门                                       | 侧式站台，左侧開门                  |
| 1  | 1站台                       | 京包客运专线 往北京北方向（怀来站）                      | 京包客运专线 往北京北方向（怀来站） |
| 1  | 京包客运专线 上行列车通过线 |                                                          |                                     |
| 1  | 京包客运专线 下行列车通过线 |                                                          |                                     |
| 1  | 2站台                       | 京包客运专线 往包头方向（宣化北站）                      |                                     |
| 1  | 岛式站台                    |                                                          |                                     |
| 1  | 3站台                       | 京张城际铁路崇礼支线 往太子城方向（太子城站）            |                                     |
| B1 | 出站口                      | 出站地道                                                 |                                     |